# Lower Caldecote
Lower Caldecote est un hameau anglais du Central Bedfordshire.
La ville la plus proche est Biggleswade.